# Hôtel de la plage
Pour le film de 1978, voir L'Hôtel de la plage.
Hôtel de la plage est une série télévisée française diffusée sur France 2 à partir du 16 juillet 2014. Le tournage de la série s'est déroulé à La Tremblade, dans la station balnéaire de Ronce-les-Bains, et sur les plages du Platin et de la Grande-Côte à Saint-Palais-sur-Mer. Elle s'inspire du film L'Hôtel de la plage, avec Daniel Ceccaldi et Sophie Barjac, réalisé par Michel Lang et sorti en 1978.

## Synopsis
À Ronce-les-Bains, une station balnéaire du Sud-Ouest de la France, cinq familles se retrouvent tous les ans à l'hôtel de La Plage pour une parenthèse estivale attendue, loin des soucis du quotidien. Mais rien ne se passe comme prévu.

## Distribution

### La Famille Lopez
- Bruno Solo[3] : Paul
- Fatima Adoum[4] : Samia
- Farida Ouchani : Aïcha
- Neil Adam : Kevin
- Olivia Gallay : Nina

### La Famille Guignard
- Jonathan Zaccaï[5] : Martin
- Sophie-Charlotte Husson[6] : Isabelle
- Alexandre Tacchino : Julien
- Margaux Rossi : Fanny

### La Famille Langman
- Yvon Back [7]: Victor
- Gilles Mercier : Tom
- Valérie Dashwood : Stéphanie

### La Famille Callec
- Annick Blancheteau[8] : Yvonne
- Philippe Hérisson : Jeff
- Arnaud Henriet[9] : Yann
- Olivia Côte[10] : Marine
- Juliet Lemonnier[11] : Carla
- Gaïa Berthommé : Elsa
- Karina Testa[12] : Sofie Larsen

### La Famille Bacci
- Xavier Robic : Benjamin
- Nassim Si Ahmed : Omar
- Méliane Marcaggi : Morgane
- Manon Giraud-Balasuriya : Manon

## Production

### Développement
En 2014, avant même la fin de la diffusion de la première saison, la série est renouvelée pour une deuxième saison.
En 2015, en raison des audiences de la série qui sont inférieures à la moyenne de la chaîne, France 2 décide de mettre fin à sa série estivale. Il n'y aura donc pas de troisième saison.

### Fiche technique
- Titre : Hôtel de la plage
- Réalisation : Christian Merret-Palmair
- Scénario : Fabienne Lesieur et Lorène Delannoy
- Musique : Alex Jaffray et Gilles Facérias
- Directeur de la photographie : Marc Koninckx
- Production : Caroline Solanillas, Laurent Ceccaldi, Sidonie Dumas, Christophe Riandée et Michel Boucau
- Sociétés de production : Gaumont Télévision, Epimoni Films, Bakea Productions, LM Productions, avec la participation de France Télévisions
- Pays d'origine :  France
- Langue originale : Français
- Genre : Comédie
- Durée : 6 × 50 minutes
- Année : 2014

## Épisodes

### Saison 1 (2014)
1. Épisode 1
2. Épisode 2
3. Épisode 3
4. Épisode 4
5. Épisode 5
6. Épisode 6

### Saison 2 (2015)
1. Épisode 1
2. Épisode 2
3. Épisode 3
4. Épisode 4
5. Épisode 5
6. Épisode 6

## Audiences
Après un démarrage réussi, la saison 1 égare les téléspectateurs dès la deuxième soirée. En moyenne, la première saison a attiré 2.8 millions de téléspectateurs.